# سكوت سندرلاند (دراج)
سكوت سندرلاند (بالإنجليزية: Scott Sunderland) مواليد 16 مارس 1988 في بوسلتون، هو دراج أسترالي. شارك في دورة الألعاب الأولمبية الصيفية.

## الميداليات
| الميدالية | المسابقة                  |
| --------- | ------------------------- |
| ذهبية     | دورة ألعاب الكومنولث 2010 |
| ذهبية     | دورة ألعاب الكومنولث 2014 |

## روابط خارجية
- سكوت سندرلاند على موقع الاتحاد الدولي للدراجات (الإنجليزية)
- سكوت سندرلاند على موقع أرشيف الدراجات (الإنجليزية)
- سكوت سندرلاند على موقع إحصائيات الدراجات الإحترافية (الإنجليزية)
- سكوت سندرلاند على موقع نسبة الدراجات (الإنجليزية)
- سكوت سندرلاند على موقع CycleBase (الإنجليزية)
- سكوت سندرلاند على موقع اللجنة الأولمبية الدولية (الإنجليزية)
- سكوت سندرلاند على موقع أوليمبيديا (الإنجليزية)
- سكوت سندرلاند على موقع اللجنة الأولمبية الأسترالية (الإنجليزية)
- سكوت سندرلاند على موقع اتحاد ألعاب الكومنولث (مؤرشف) (الإنجليزية)